# Janusz Chabior
Janusz Chabior (sinh ngày 17 tháng 2 năm 1963 tại Legnica) là một diễn viên người Ba Lan.

## Sự nghiệp
Janusz Chabior nổi tiếng với vai diễn Wiktor trong vở kịch Made in Poland của đạo diễn Przemysława Wojcieszka. Vở kịch này cũng như bộ phim được chuyển thể cùng tên - Made in Poland (2010) giúp Janusz Chabior mang về nhiều giải thưởng sân khấu và điện ảnh quan trọng, chẳng hạn như Giải thưởng Sư tử vàng tại Liên hoan phim Ba Lan lần thứ 35 ở Gdynia vào năm 2010.
Ngoài sự thành công với bộ phim Made in Poland (2010), Janusz Chabior còn là gương mặt quen thuộc trong hơn 100 bộ phim điện ảnh và phim truyền hình Ba Lan khác. Trong đó, ông nổi tiếng với các phim: Kołysanka (2010), Służby specjalne (2014), Żyć nie umierać (2015), Botoks (2017) và Ślepnąc od świateł (2018).

## Thành tích nghệ thuật
Dưới đây liệt kê một phần từ các bộ phim điện ảnh và phim truyền hình có sự góp mặt của Janusz Chabior:
- 1993: Magneto – Władeczek
- 1993: Obcy musi fruwać
- 1994: Polska śmierć
- 1997: Charakter
- 1998: Dom Pirków
- 1999–2007: Świat według Kiepskich
- 1999–2005: Lokatorzy
- 2000: Nie ma zmiłuj
- 2000–2001: Adam i Ewa
- 2001: Gulczas, a jak myślisz...
- 2001: Jutro będzie niebo
- 2001: Reich
- 2001: Wiedźmin
- 2002: Wiedźmin
- 2003: Królowa chmur
- 2003: Symetria
- 2003: Tak czy nie? – Ireneusz Strzałkowski
- 2003: Zaginiona – Giczewski
- 2004: Fala zbrodni
- 2004: Na dobre i na złe – Makry
- 2004: Czwarta władza
- 2005: Przebacz – Borek
- 2005: PitBull – Ciągły
- 2005: Boża podszewka II
- 2005: Dziki 2: Pojedynek – Ernest "Hemingway"
- 2005: Egzamin z życia – Faraon
- 2005: Jestem
- 2005: Oda do radości
- 2005: PitBull
- 2006: Apetyt na miłość – Rysiek
- 2006: Dublerzy
- 2006: Fundacja
- 2006: Oficerowie – Doenitz
- 2006: Magiczne drzewo
- 2006: Fałszerze
- 2006–2007: Kopciuszek – Maciej Furman
- 2007: Futro – Wiktor Szymoniuk
- 2007: Kryminalni – Ostry
- 2007: Odwróceni – Ryszard Nowak "Rysiek"
- 2007: Świadek koronny – Ryszard Nowak "Rysiek"
- 2007: Wszystko będzie dobrze
- 2007: Środa, czwartek rano – Pała
- 2007: Sąsiedzi
- 2008: I kto tu rządzi?
- 2008: Czas honoru
- 2008: Hotel pod żyrafą i nosorożcem
- 2008: Londyńczycy – Jacek "Doktor"
- 2008: Mała Moskwa a
- 2008: Mała Moskwa
- 2009: Naznaczony
- 2009: Ostatnia akcja – Matulak
- 2009: Świnki
- 2009: Na Wspólnej
- 2009: Zero
- 2009–2017: Ojciec Mateusz
- 2009: Hel
- 2009: Lunatycy
- 2009: Dekalog 89+
- 2010: Erratum
- 2010: Kołysanka
- 2010: Made in Poland – Wiktor
- 2010: Matka Teresa od kotów – Jacek
- 2010: Powiedz prawdę, przecież cię nie biję
- 2010: Różyczka
- 2010: Robert Mitchum nie żyje
- 2010: Usta usta – Szymon Bogusz
- 2010: Nowa – Radosław Sieradz
- 2011: Trzy siostry T – Stach
- 2011: Proste pragnienia
- 2011: Ki
- 2011: Instynkt
- 2011: Daas – Łabędzki
- 2011–2012: Szpilki na Giewoncie
- Từ năm 2011: Komisarz Alex
- 2012: W sypialni
- 2012: Hans Kloss. Stawka większa niż śmierć – Socha
- 2012: Paradoks – Marian Walendziak
- 2013: Lekarze – Zygmunt
- 2013: Warszawskie historie
- 2013: Ostatnie piętro – Derczyński
- 2013: Drogówka – Jasiu
- 2013: Chce się żyć
- 2014: Służby specjalne
- 2014: Hardkor Disko
- 2015: Disco polo – Witek
- 2015: Żyć nie umierać
- 2016: Wołyń ksiądz  – Józef
- 2016: Pakt  – Robert Lejman
- 2016: Na granicy – Dzidek
- 2017: Wyklęty
- 2017: Gwiazdy
- 2017: Druga szansa – Marek Szczepański
- 2017: Botoks – Adam
- 2017: Gotowi na wszystko. Exterminator – Misiek Malicki
- 2018: Narzeczony na niby
- 2018: Kobiety mafii – Adam
- 2018: Botoks
- 2018: Pod powierzchnią
- 2018: Ślepnąc od świateł
- 2019: Underdog – Kosy
- 2019: Odwróceni. Ojcowie i córki – Ryszard Nowak "Rysiek"
- 2019: Polityka  – Alojzy
- 2019: Jak zostałem gangsterem. Historia prawdziwa – Magi
- 2020: Alicja i żabka
- 2020: Maryjki – Bogdan